# Diat
Diat o  Tiat (in croato: Tijat) è un'isola disabitata della Croazia, situata di fronte alla costa dalmata, al largo a est di Sebenico e a sud di Vodizze; fa parte dell'arcipelago di Sebenico. In una mappa del 1822 e nel portolano del 1845 è indicata anche con il nome di isola Bice. Amministrativamente l'isola è compresa nel comune di Vodizze, nella regione di Sebenico e Tenin.

## Geografia
L'isola si trova a ovest di Provicchio, a sud di Lucorano, e a nord di Smolan, da cui è divisa dal canale omonimo (Zmajanski kanal). Diat è lunga circa 3,3 km da punta Crusic (rt Kružić) a nord, a punta Taucizza (rt Tijašćica) a sud, 
per circa 1 km di larghezza; il punto più alto dell'isola, il Col Grande (Velika Glava) misura 118,5 m. Si apre a sud-est la baia di Porto Quieto (luka Tijašćica), dove è possibile l'ancoraggio, alla cui imboccatura meridionale si trova lo scoglio Caminizza o Kominiz (Kamenica) 43°42′26″N 15°46′45″E.

### Flora e fauna
In passato ricoperta da boschi e terreni coltivabili, presenta adesso un terreno arido con macchie di sottobosco. Sono state introdotte, nel 1992, 14 coppie di mufloni che hanno raggiunto nel 2009 il numero di cinquecento individui.

## Storia
Una grande croce di ferro è stata posta sulla sommità dell'isola il 3 marzo 1933. Nel lavoro di posa in opera della croce è stata ritrovata una tomba con iscrizioni glagolitiche.

### Cartografia
- (HR) Mappa topografica della Croazia 1:25000, su preglednik.arkod.hr. URL consultato il 29 dicembre 2016.
- G. Giani, Carta prospettiva delle Comuni censuarie della Dalmazia, foglio 6, 1839. Fondo Miscellanea cartografica catastale, Archivio di Stato di Trieste.
- Carta di cabottaggio del mare Adriatico, foglio VII, Milano, Istituto geografico militare, 1822-1824. URL consultato il 6 gennaio 2017 (archiviato dall'url originale il 13 aprile 2013).